# Patrick Maier
Patrick Maier (* 17. April 1990 in Klaus) ist ein österreichischer Eishockeystürmer, der seit 2012 erneut bei der VEU Feldkirch unter Vertrag steht und für die Mannschaft aus Vorarlberg seit 2016 in der Alps Hockey League auf dem Eis steht.

## Karriere
Maier stammt aus dem Nachwuchs der VEU Feldkirch. Er spielte mit 13 Jahren für die U20-Mannschaft des Vereins und gab mit 15 Jahren sein Debüt in der Nationalliga. Mit 17 Jahren entschied sich der Stürmer schließlich für einen Wechsel zum EC Red Bull Salzburg, wo er auch sofort in der ersten Herren-Mannschaft in der Österreichischen Eishockey-Liga eingesetzt wurde. Danach wechselte er für ein Jahr nach Linz, zur Saison 2009/10 kehrte er wieder zu Red Bull zurück. Zur Saison 2011/12 wechselte er innerhalb der höchsten österreichischen Spielklasse zum EC Graz 99ers. Aiuch dort hielt es ihn jedoch nur ein Jahr und so kehrte er 2012 zu seinem Stammverein nach Feldkirch zurück. Seit 2016 spielt er mit dem Klub in der neugegründeten Alps Hockey League.

### International
Mit den österreichischen Nachwuchsteams nahm Maier an den U18-Weltmeisterschaften der Division I 2007 und 2008 sowie den U20-Weltmeisterschaften der Division I 2008 und 2009 teil. Nach dem Aufstieg 2009 spielte er mit der österreichischen U20-Auswahl bei der Weltmeisterschaft 2010 in der Top-Division.
Am 17. Dezember 2010 debütierte Maier beim 3:2-Erfolg im Freundschaftsspiel gegen Ungarn im slowenischen Jesenice in der Herren-Auswahl des Alpenlandes.

## Erfolge und Auszeichnungen
- 2007 Meister der Nationalliga mit der VEU Feldkirch
- 2008 Österreichischer Meister mit dem EC Red Bull Salzburg
- 2009 Aufstieg in die Top-Division bei der U20-Weltmeisterschaft der Division I, Gruppe B
- 2010 Österreichischer Meister mit dem EC Red Bull Salzburg
- 2011 Österreichischer Meister mit dem EC Red Bull Salzburg